# GMC Yukon

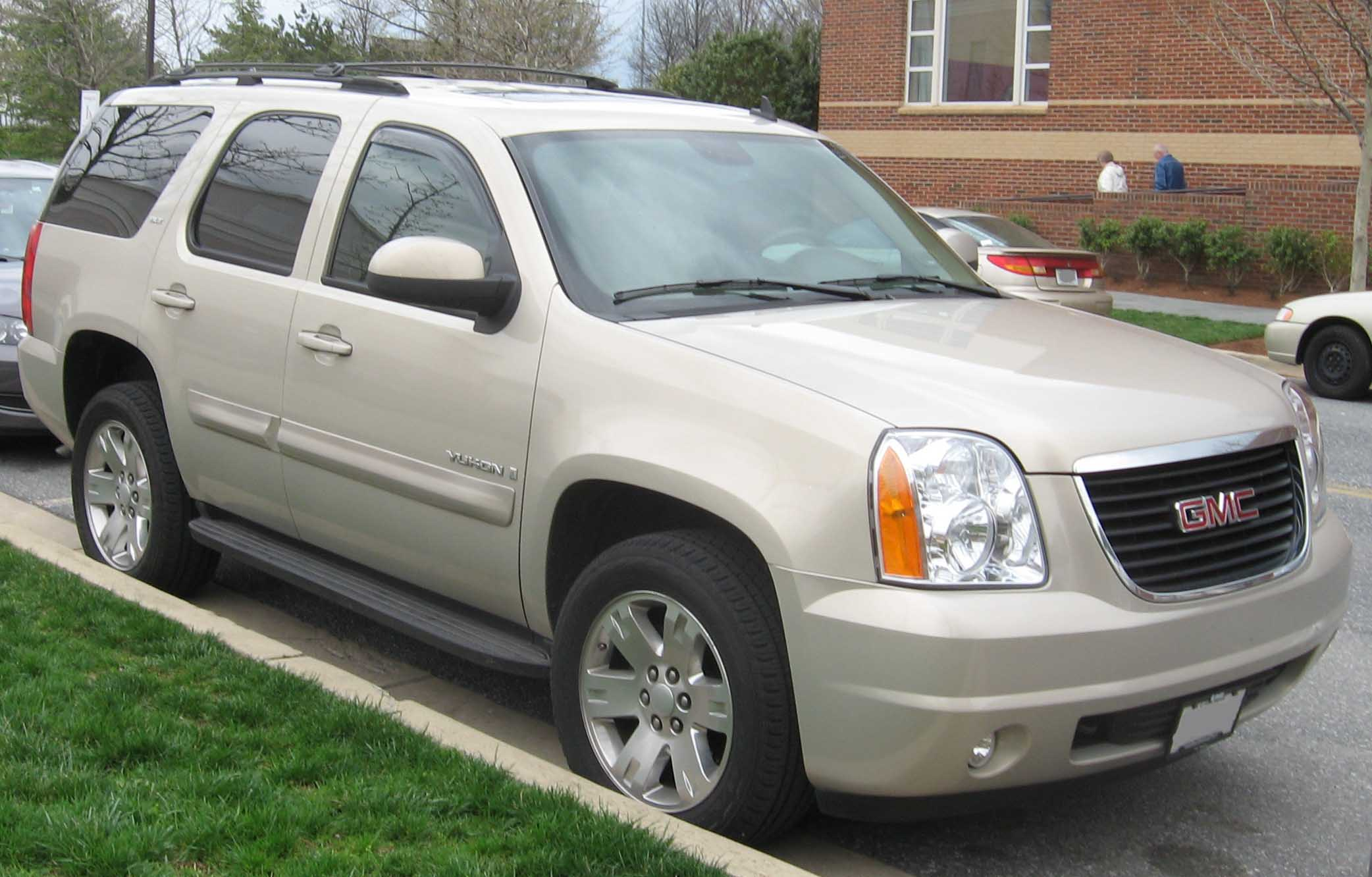
GMC Yukon

Le GMC Yukon est gros véhicule massif qui fait partie d'une famille de triplés. Ses frères sont le Chevrolet Tahoe/Suburban et le Cadillac Escalade. Les 
prix de ce véhicule varient entre 49290$CAN et 76160$CAN.

## Motorisation
Le GMC Yukon a un moteur V8 de 5.3 litres qui développe 355 chevaux et 335 lb-pi de couple.

## Sécurité
Le GMC Yukon possède les freins ABS, l'antipatinage, le contrôle de stabilité électronique, les TPMS (Tire Pressure Monitoring System, en français, indicateur de pression des pneus) et le système d'alarme.

## Transmission
Le GMC Yukon a une transmission automatique à 6 rapports mode sportif.

## Direction
Le GMC Yukon a une direction assistée hydraulique.

## Informations supplémentaires
Voici quelques informations sur le GMC Yukon:
- empattement de 2946 millimètres
- longueur de 5131 millimètres
- largeur de 2007 millimètres
- hauteur de 1955 millimètres
- poids de 2664 kilogrammes
- réservoir de carburant de 148 litres

## Galerie photo

Photos du GMC Yukon et de ses frères
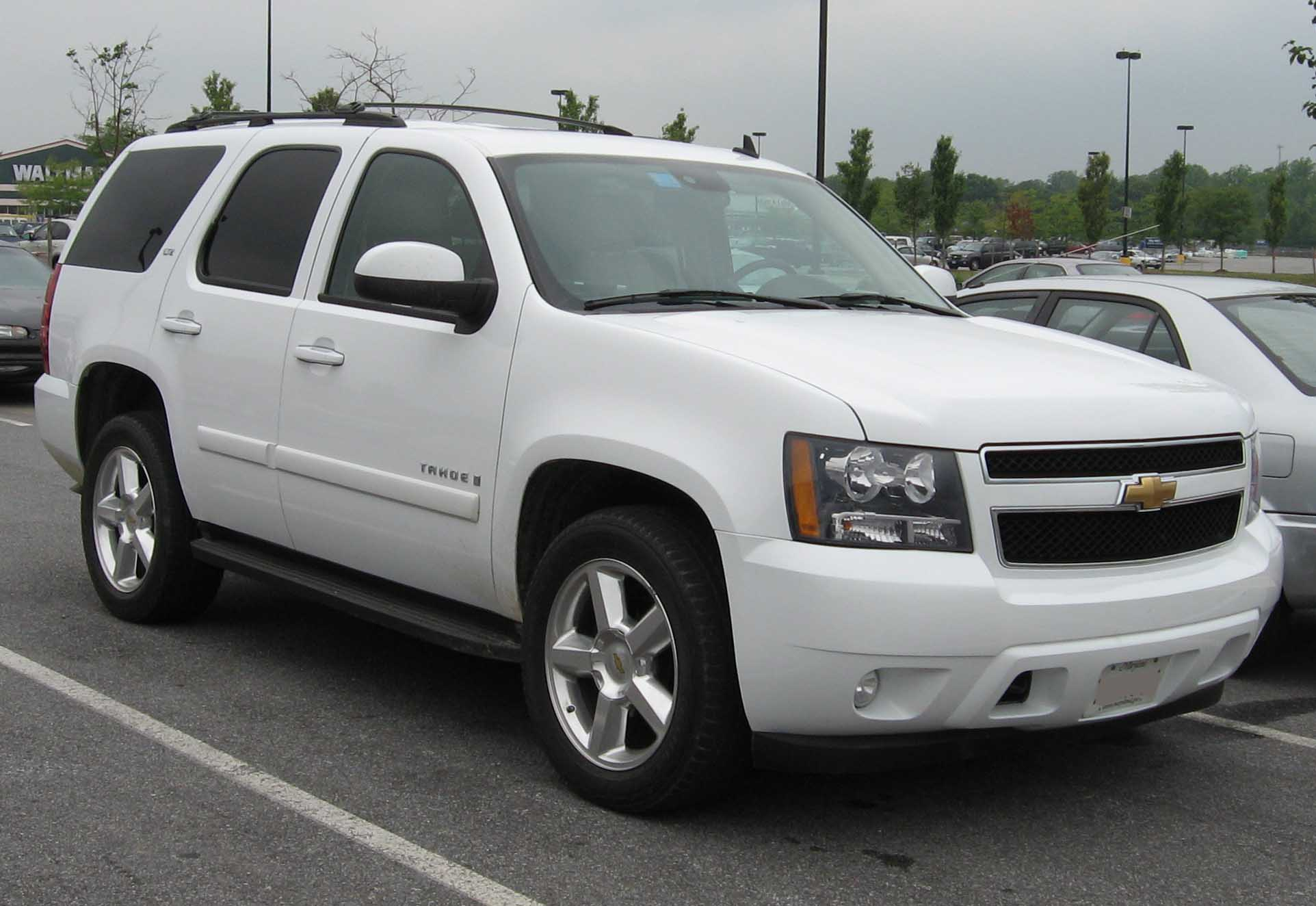
Chevrolet Tahoe
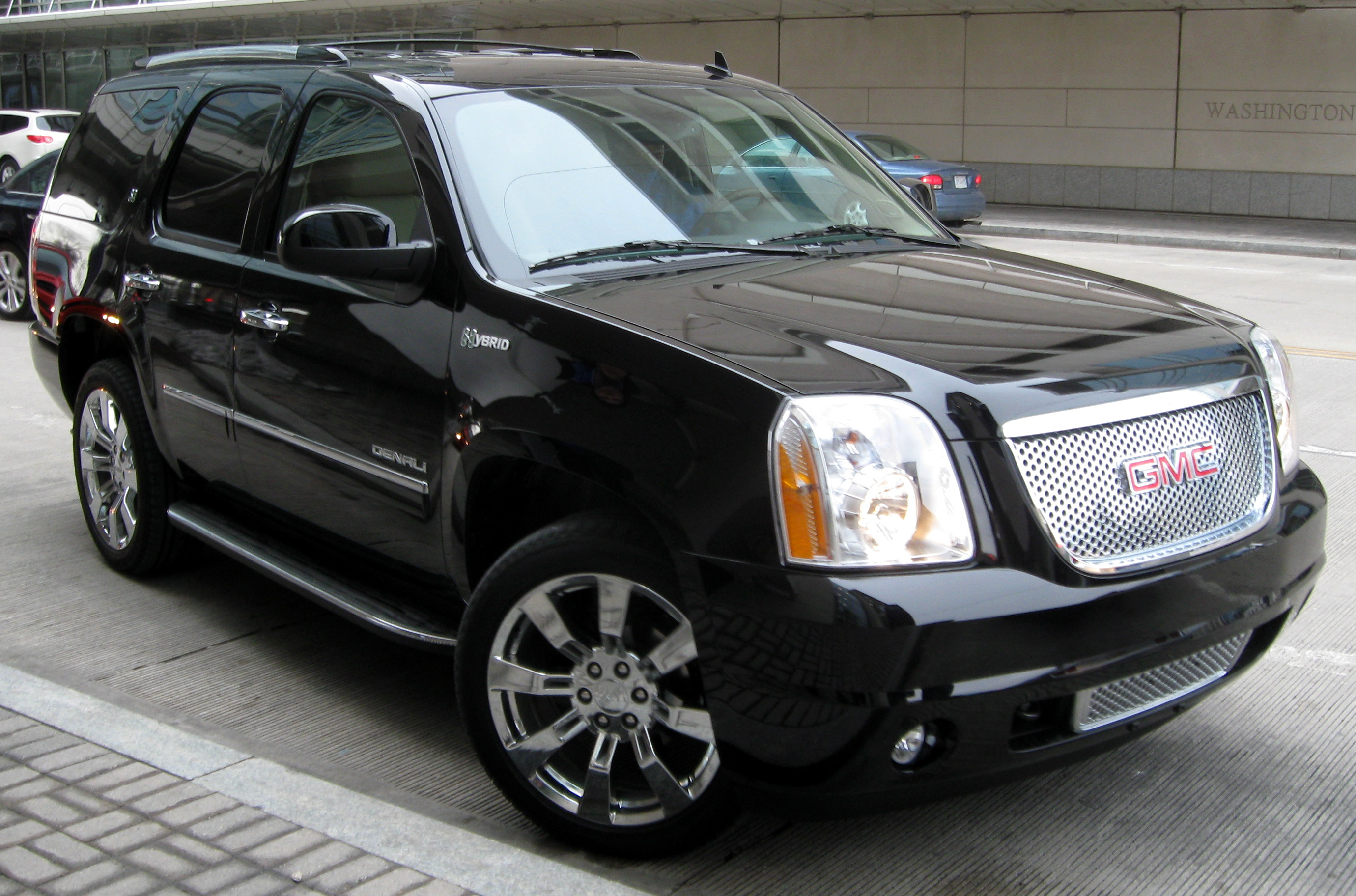
GMC Yukon Denali
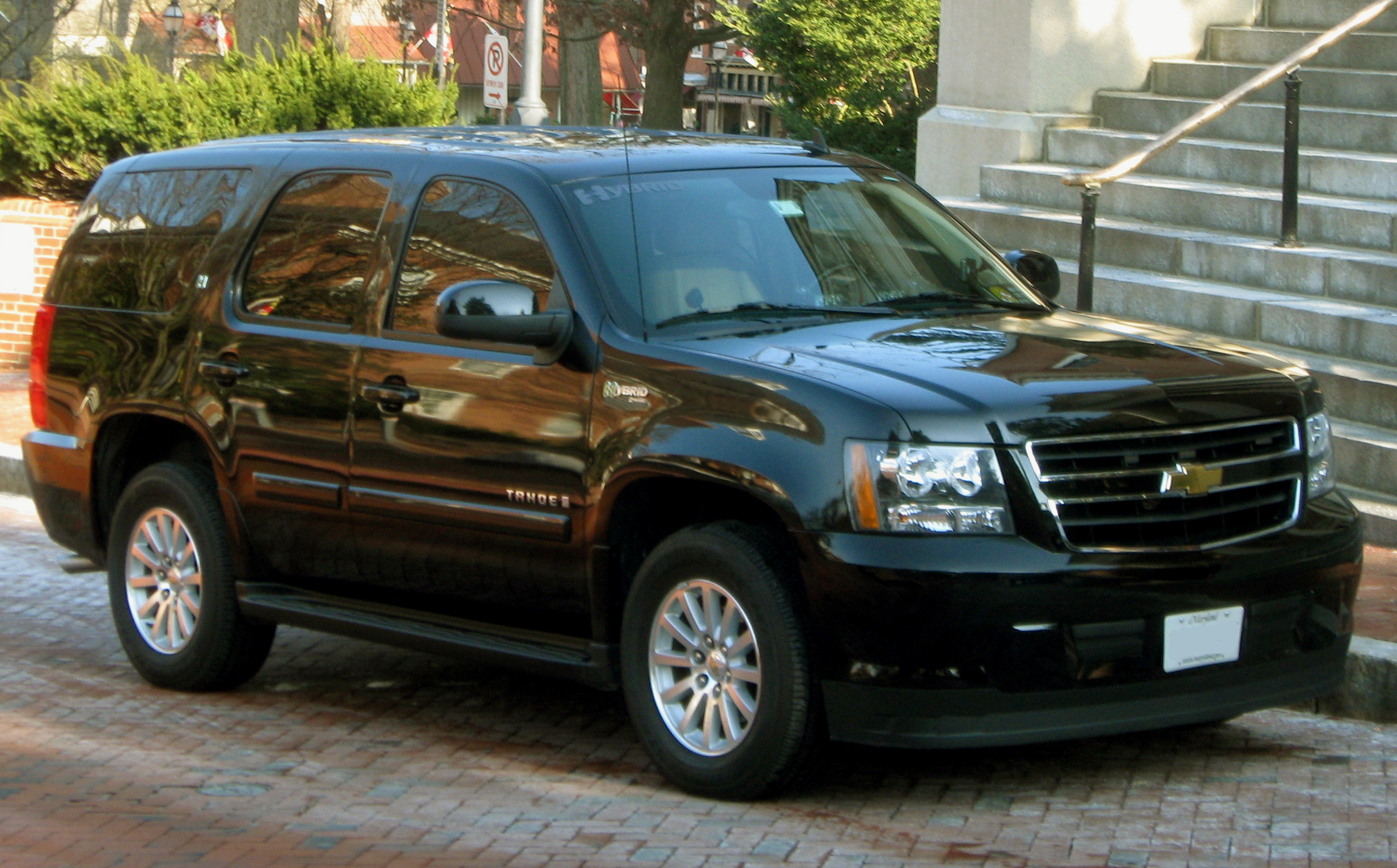
Chevrolet Tahoe
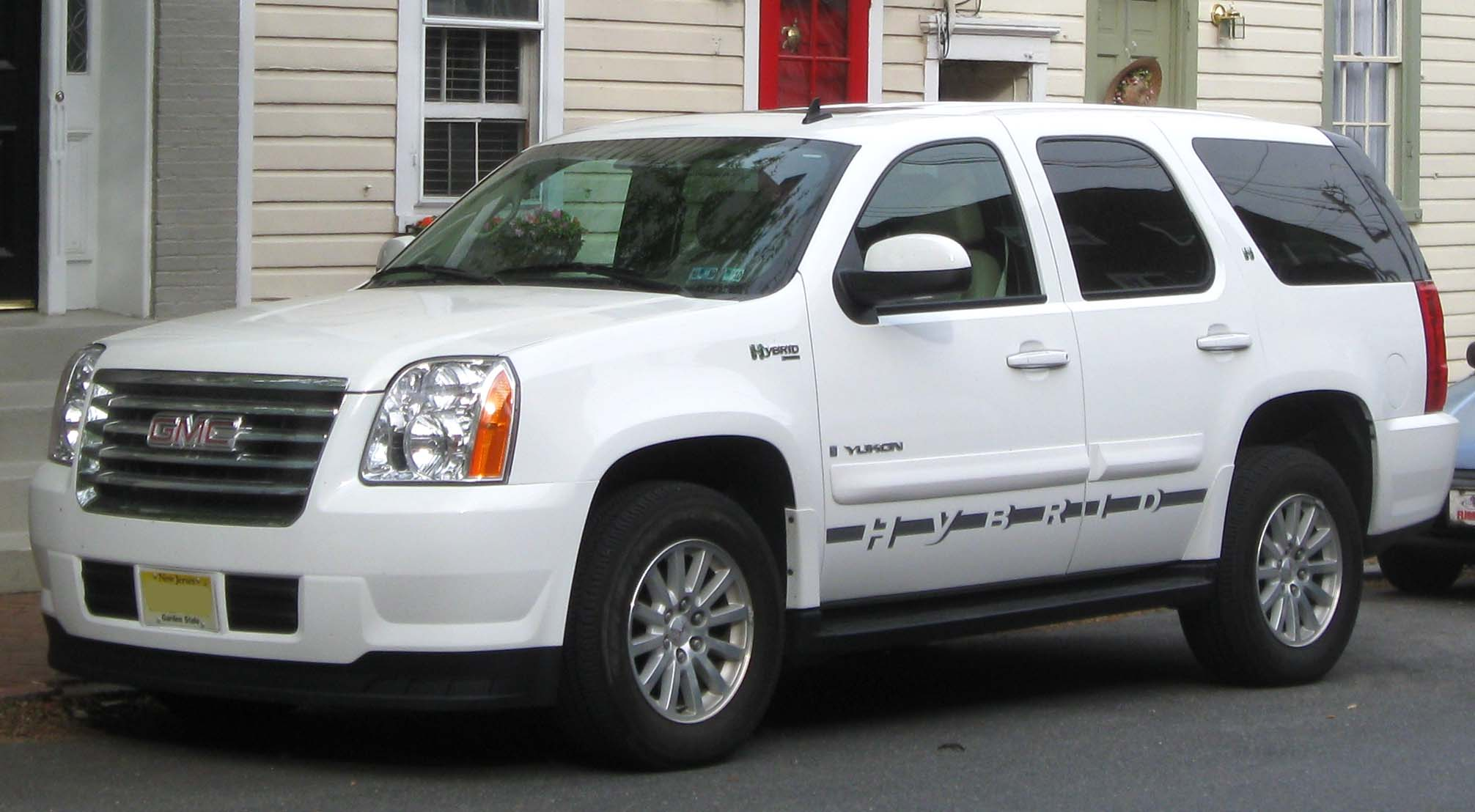
GMC Yukon
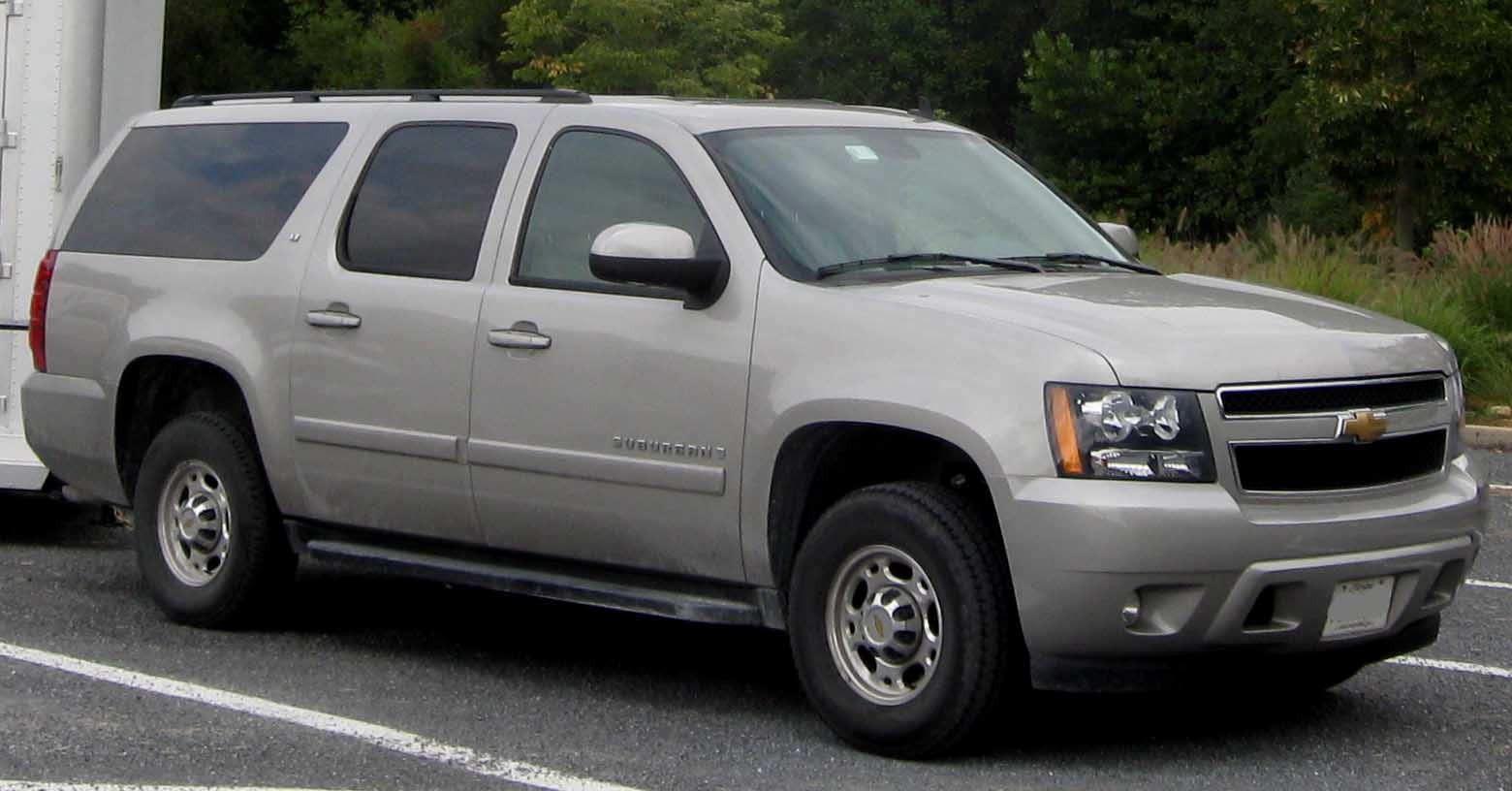
Chevrolet Suburban LT
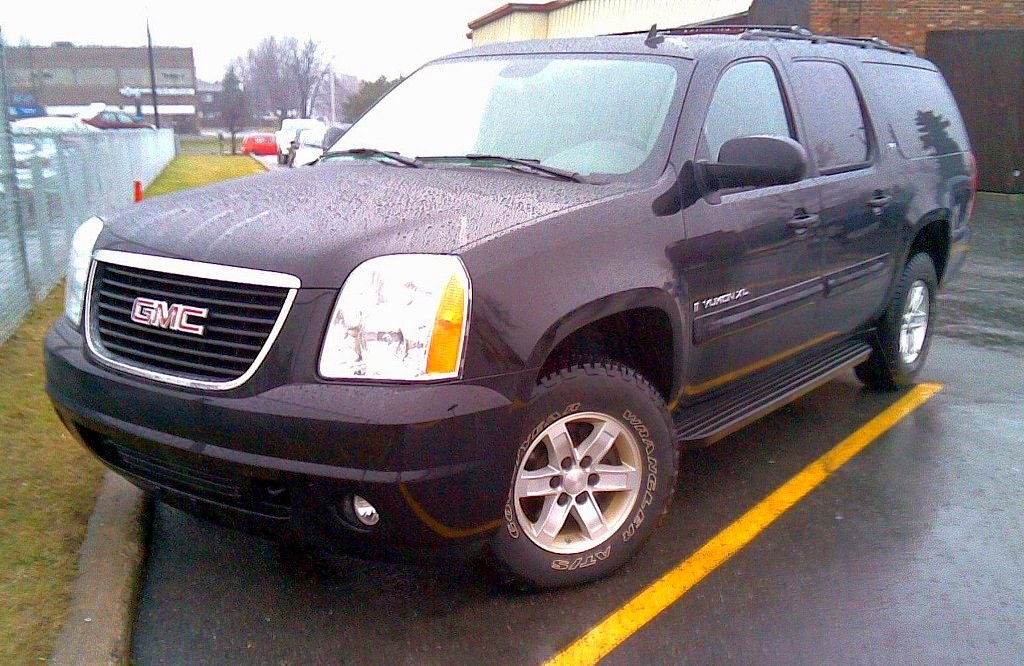
GMC Yukon XL
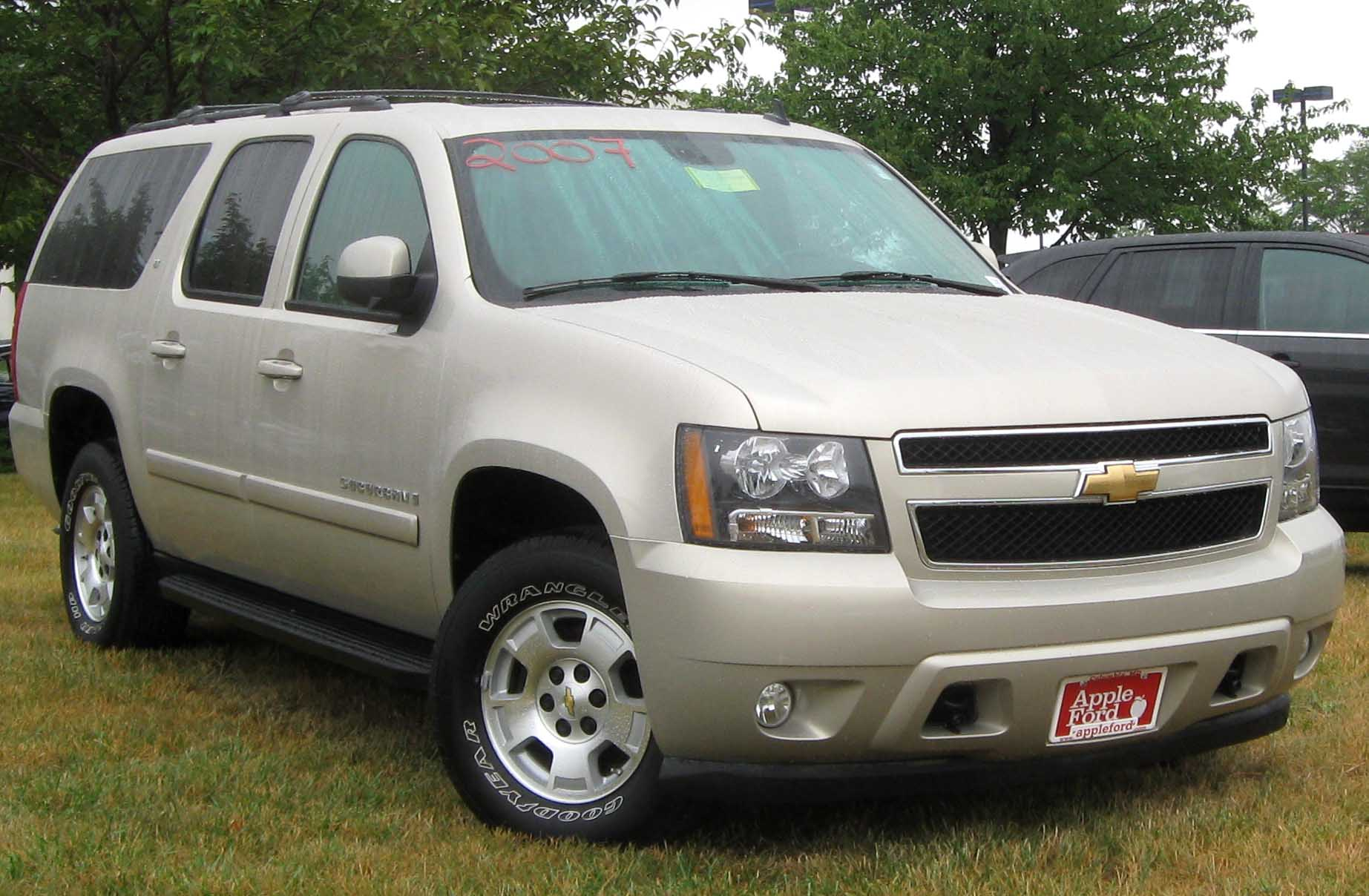
Chevrolet Suburban LT
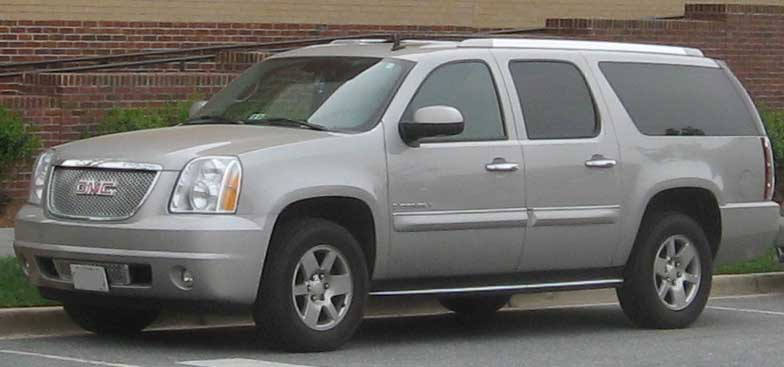
GMC Yukon XL Denali
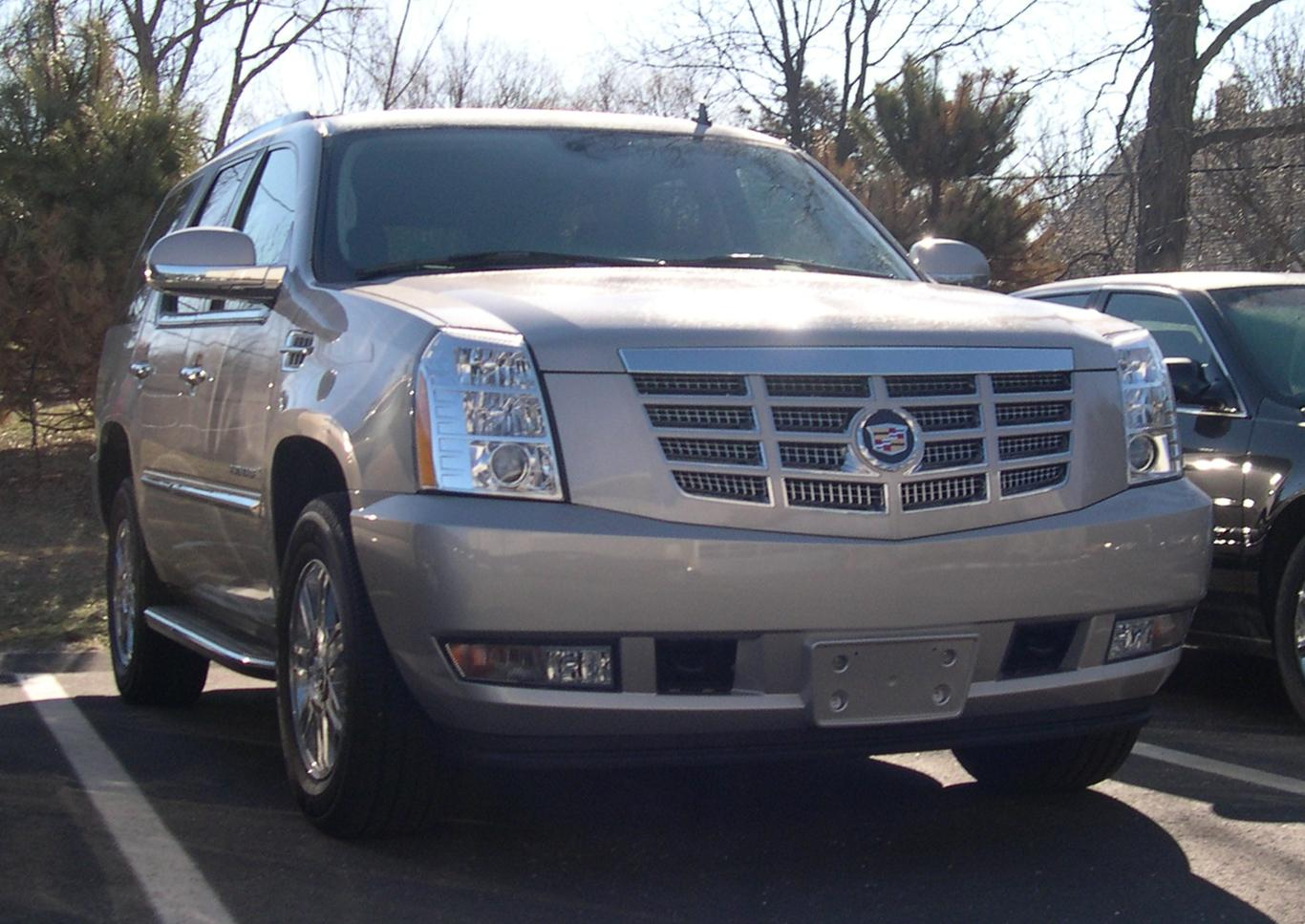
Escalade 3e génération
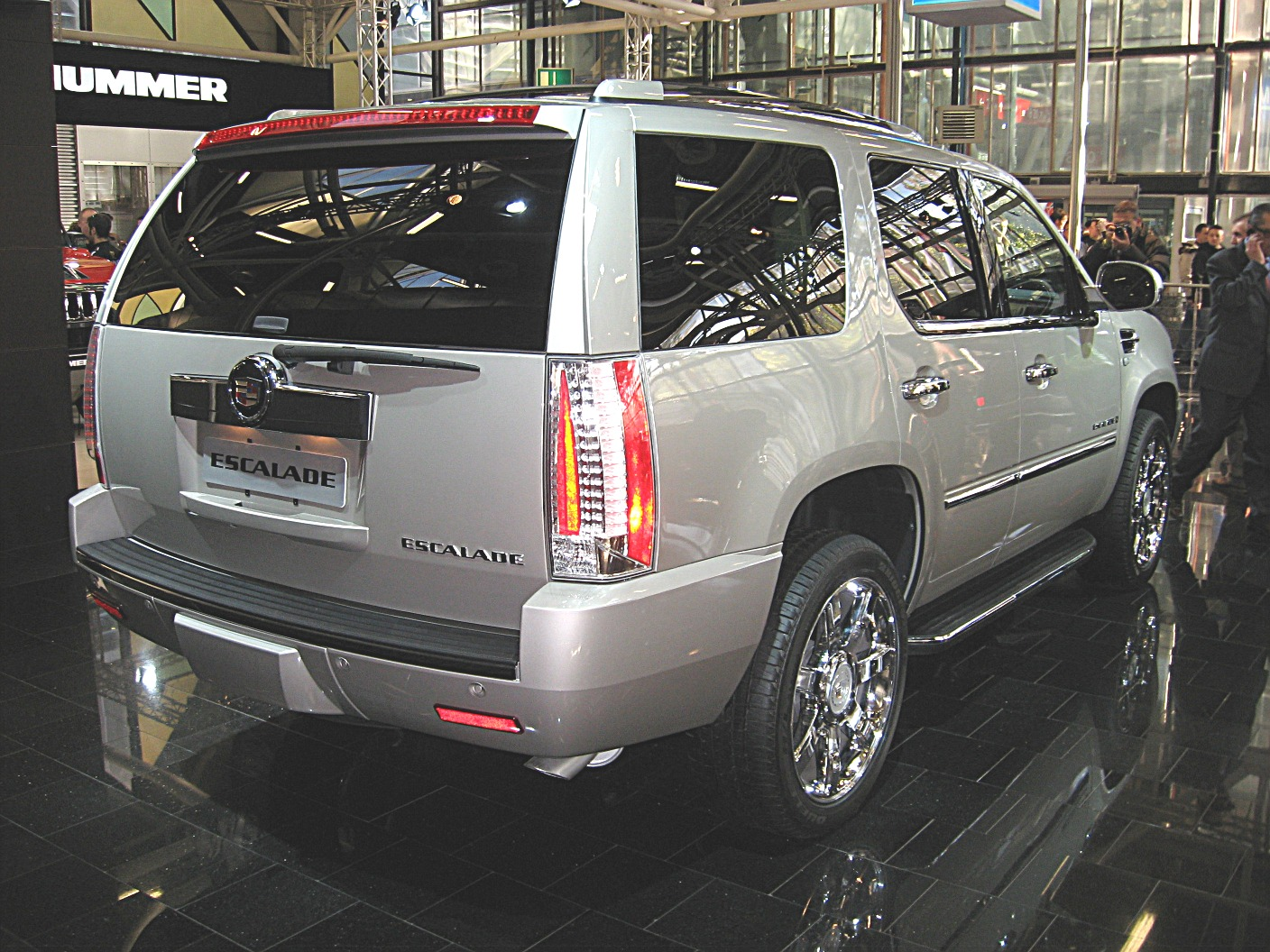
Escalade 3e génération
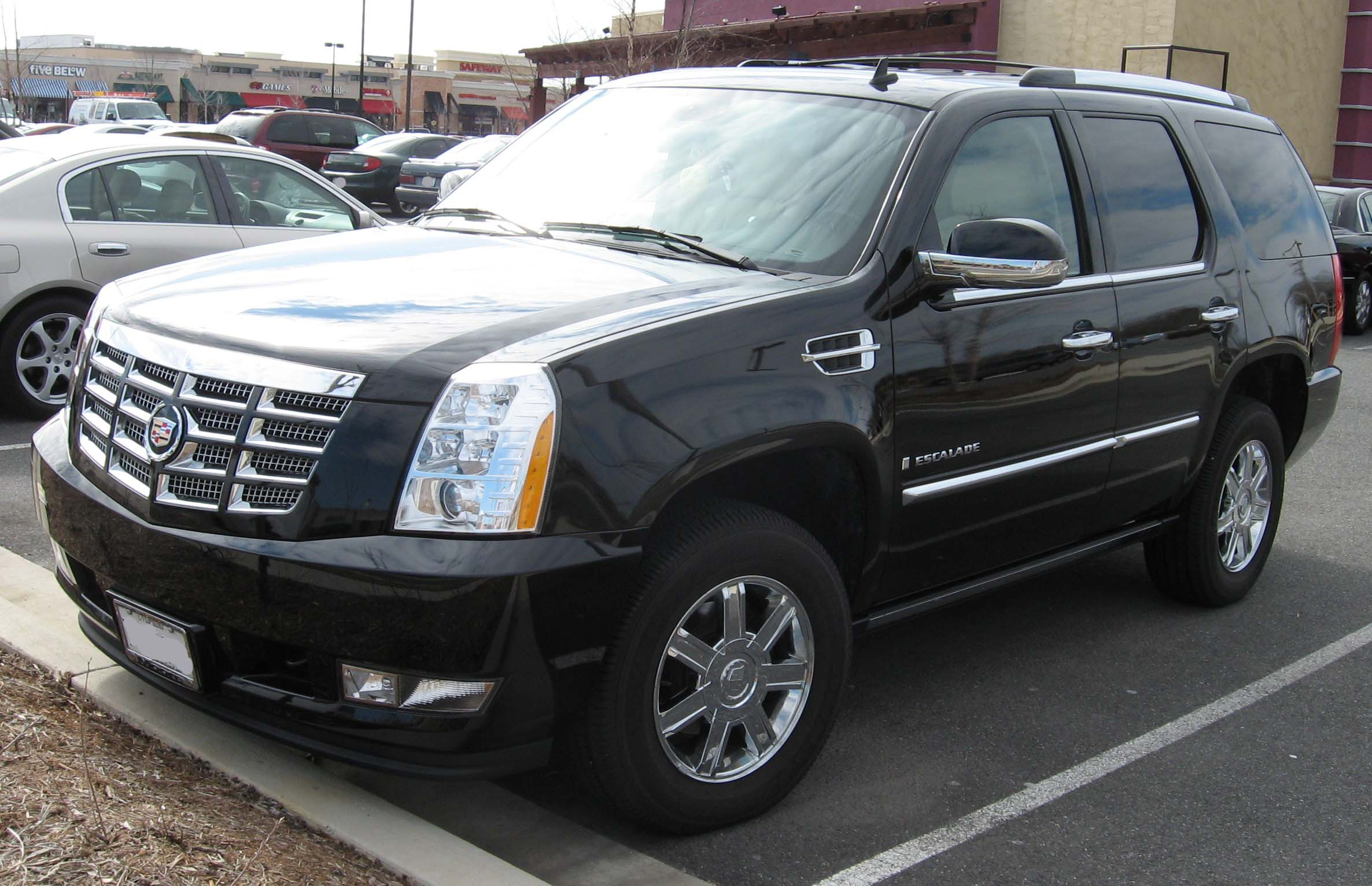
Escalade 3e génération
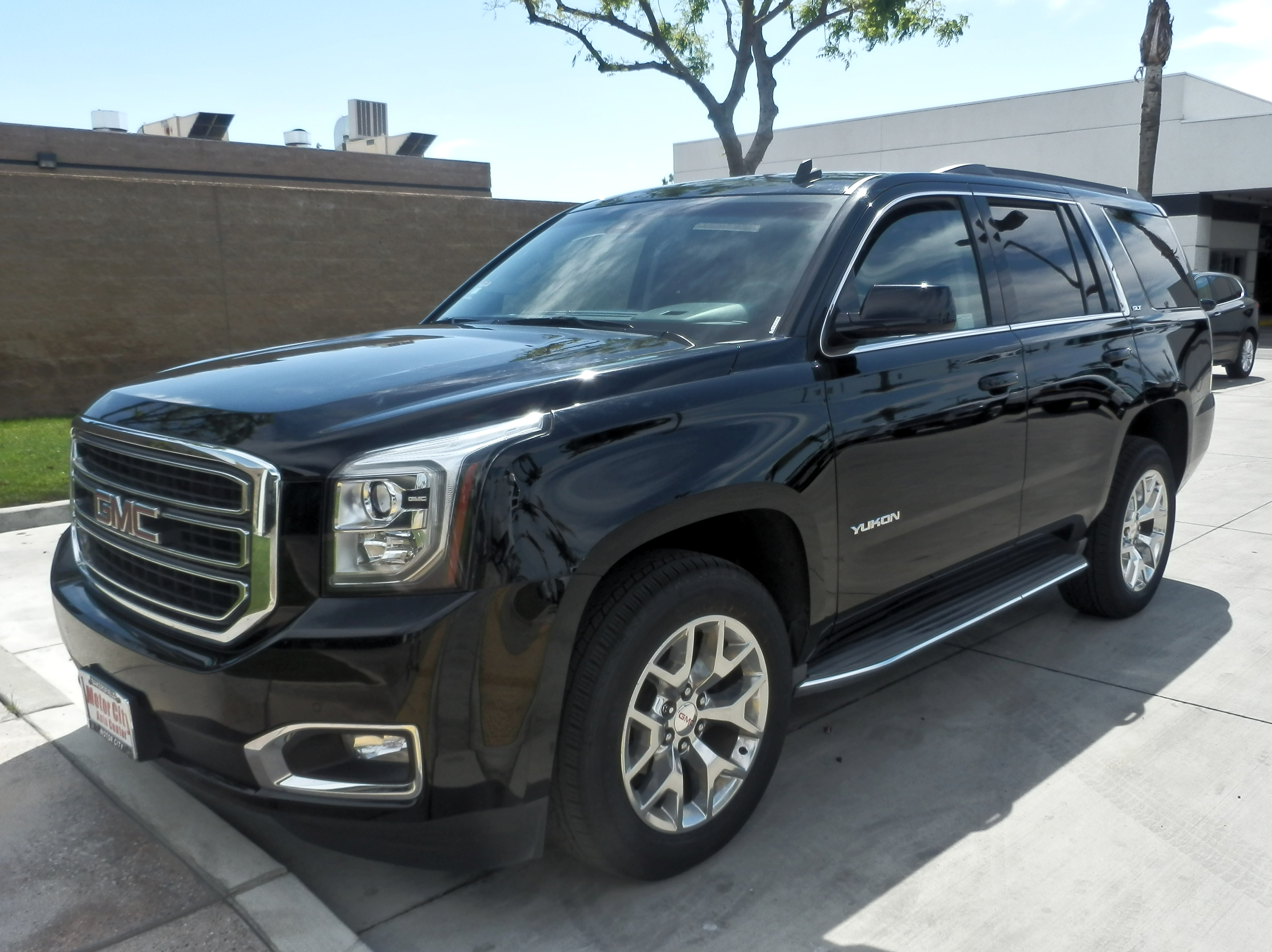
GMC Yukon
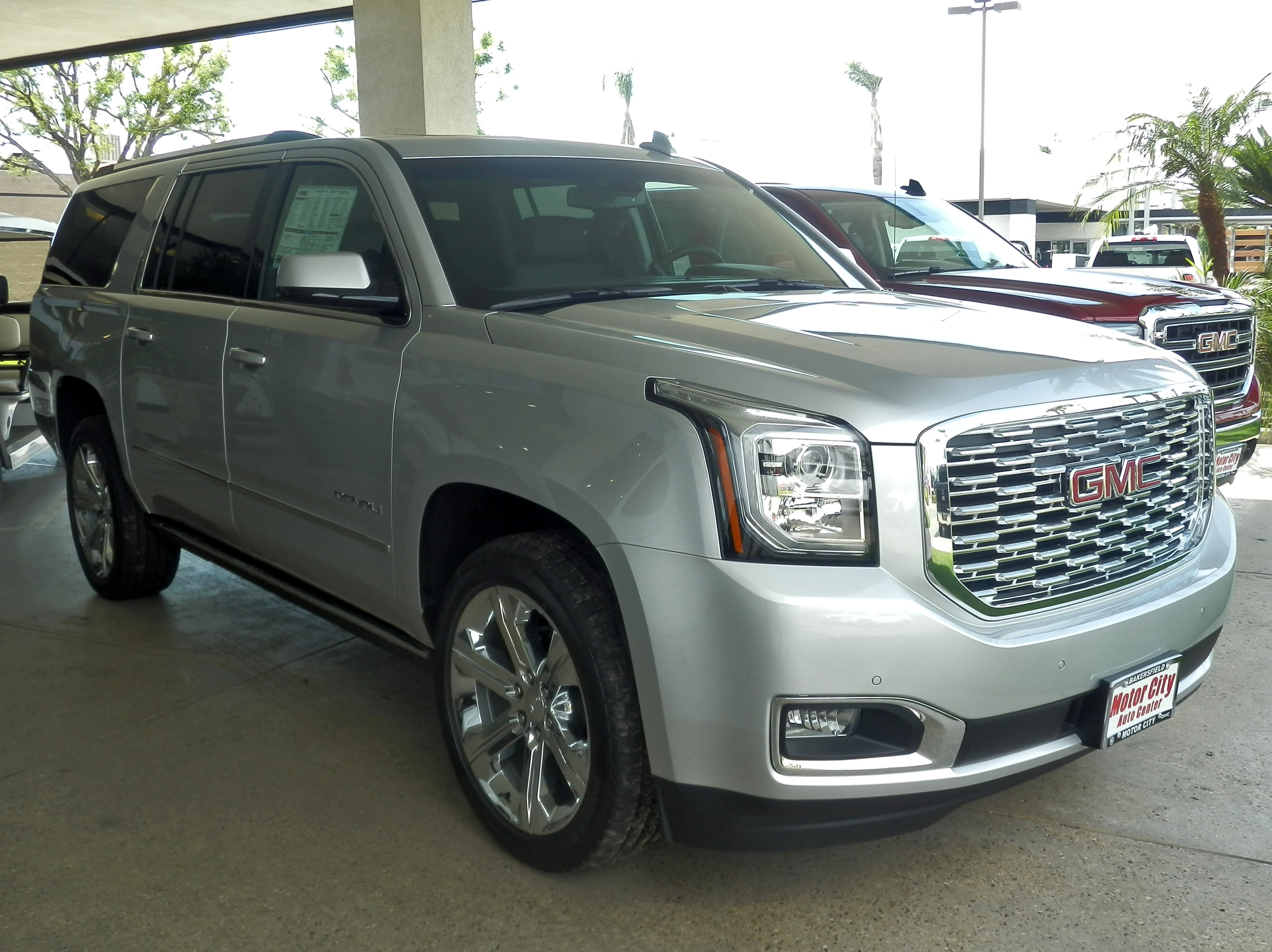
GMC Yukon XL Denali